# Le Calvaire
Le Calvaire est un roman français d’Octave Mirbeau, paru le 23 novembre 1886, après une prépublication tronquée dans La Nouvelle Revue de Juliette Adam.

## Le roman

### La trame
Publié chez Ollendorff, chez qui ont déjà paru tous les romans qu’Octave Mirbeau a rédigés comme nègre, Le Calvaire est un roman très largement autobiographique, où le romancier transpose, pour s’en purger, sa dévastatrice liaison de près de quatre années avec une femme galante, Judith Vinmer, rebaptisée ici Juliette Roux. Le thème fondamental en est l’enfer de la passion, qui n’est pas seulement une source de souffrances, mais aussi de déchéance morale et de tarissement de l’inspiration créatrice. Les relations entre les sexes reposent sur un éternel malentendu, et un abîme d'incompréhension les sépare à tout jamais, faisant de l'amour une duperie.

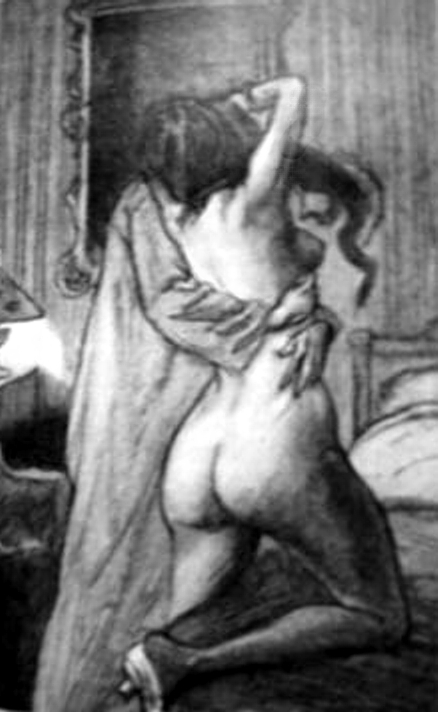
Illustration de Georges Jeanniot, 1902

Le récit est rédigé à la première personne par l'anti-héros, Jean Mintié, originaire du Perche comme le romancier. Après une enfance désenchantée et le traumatisme de la débâcle de l'armée de la Loire, pendant la guerre de 1870, il vient à Paris, devient l'ami du peintre Joseph Lirat et entame une carrière littéraire. Mais sa liaison dévastatrice avec Juliette le rend incapable de travailler et d'écrire et transforme sa vie en une torture permanente. Après une première tentative avortée de fuite en Bretagne, il découvre que son fidèle ami Lirat le trompe avec la dévergondée Juliette, et il décide alors de disparaître, habillé en ouvrier, après avoir eu une hallucination où le rut et le meurtre ont partie liée.
Écrivain raté, il est le narrateur de son propre calvaire et il entend expier ses fautes, ses lâchetés et ses velléités homicides, par l’aveu qu’il en fait. La souffrance va être également transmuée en œuvre d’art susceptible d’avoir sur son auteur un effet thérapeutique.
Mirbeau avait prévu une suite, qu’il n’a jamais écrite, et qui devait s’intituler La Rédemption. Il en a sans doute utilisé des éléments dans son deuxième roman officiel, l’Abbé Jules.

### Commentaires
La subjectivité de la narration, où l’on trouve nombre de cauchemars et d’hallucinations qui lui confèrent parfois une apparence proche du fantastique, éloigne ce roman des normes naturalistes. Les influences littéraires dominantes sont celles de Barbey d'Aurevilly, d’Edgar Poe, de Tolstoï et de Dostoïevski.
Mirbeau règle au passage ses comptes avec ce qu'il considère comme des structures d’oppression et d’aliénation : la famille, l’école et surtout l’armée. Le chapitre II, qui a fait scandale et que la revancharde Juliette Adam avait refusé de publier, est une démystification en règle, non seulement de l’armée en tant qu’institution et de la guerre en tant que mode de résolution des conflits, mais aussi de l’idée même de patrie, au nom de laquelle s’affrontent, en des guerres sanglantes, des peuples qui ne se connaissent même pas et qui n’ont aucune raison de se battre.

## Citations

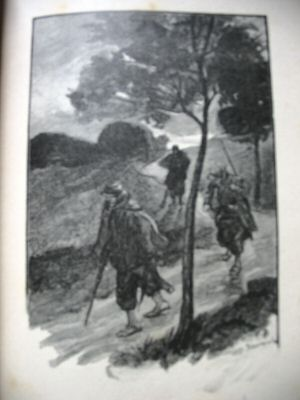
Georges Jeanniot, illustration du chapitre II, 1902

- « Je comprenais que la loi du monde, c'était la lutte ; loi inexorable, homicide, qui ne se contentait pas d'armer les peuples entre eux, mais faisaient se ruer l'un contre l'autre les enfants d'une même race, d'une même famille, d'un même ventre. Je ne retrouvais aucune des abstractions sublimes d'honneur, de justice, de charité, de patrie dont les livres classiques débordent, avec lesquelles on nous élève, on nous berce, on nous hypnotise pour mieux duper les bons et les petits, les mieux asservir, les mieux égorger. Qu'était-ce donc que cette patrie, au nom de laquelle se commettaient tant de folies et tant de forfaits, qui nous avait arrachés, remplis d'amour, à la nature maternelle, qui nous jetait, pleins de haine, affamés et tout nus, sur la terre marâtre ?… »
- « On condamne à mort le meurtrier timide qui tue le passant d'un coup de surin, au détour des rues nocturnes, et l'on jette son tronc décapité aux sépultures infâmes. Mais le conquérant qui a brûlé les villes, décimé les peuples, toute la folie, toute la lâcheté humaines se coalisent pour le hisser sur des pavois monstrueux ; en son honneur on dresse des arcs de triomphe, des colonnes vertigineuses de bronze, et, dans les cathédrales, les foules s'agenouillent pieusement autour de son tombeau de marbre béni que gardent les saints et les anges, sous l'œil de Dieu charmé !… »